# Venera 2
La Venera 2 (Венера 2) fou una sonda espacial no tripulada del programa Venera de la Unió Soviètica, destinada a l'exploració del planeta Venus mitjançant un sobrevol o flyby. Fou llançada el 12 de novembre de 1965 i duia, entre altres instruments científics, un sistema de televisió per captar imatges de Venus. La Venera 2 sobrevolà Venus el 27 de febrer de 1966 a una distància de 24.000 km i entrà en òrbita heliocèntrica, però la comunicació amb la sonda es va perdre durant sobrevol del planeta.

## La missió
El Venera 2 va fer servir un coet portador Molniya per a vèncer la força d'atracció de la terra. El llançament es va fer des de l'àrea 31/6 del cosmòdrom de Baikonur a les 05:02 UTC del 12 de novembre de 1965. Les tres primeres etapes van situar la nau espacial i l'estadi superior de Blok-L en una òrbita terrestre baixa, abans que el Blok-L disparés per a propulsar la Venera 2 en una òrbita heliocèntrica destinada a trobar Venus. Aquesta òrbita tenia un periheli de 0,716 ua, un afeli de 1,197 ua, una excentricitat de 0,252, una inclinació de 4,29 graus i una període orbital de 341 dies.
La sonda Venera 2 estava equipada amb càmeres, així com un magnetòmetre, detectors de rajos X solars i còsmics, detectors piezoelèctrics, trampes d'ions, un comptador Geiger i receptors per a mesurar les emissions de ràdio còsmica. El 27 de febrer de 1966 va ser quan la nau espacial es va apropar més a Venus, va ser a les 02:52 UTC i hova fer a una distància de 23.810 quilòmetres (14.790 milles).
Durant el sobrevol venusià, tots els instruments de la Venera 2 eren activats, cosa que requeria suspendre'n el contacte per ràdio: la sonda havia d'emmagatzemar dades utilitzant els gravadors de bord i posteriorment havia de transmetre-les a la Terra una vegada se'n recuperés el contacte. Tanmateix, la nau espacial no va restablir les comunicacions amb la terra un cop finalitzat el sobrevol. Van declarar la Venera 2 perduda el 4 de març. Una investigació sobre aquest fracàs va determinar que la nau espacial s'havia sobreescalfat a causa d'un mal funcionament del radiador.